# Jürgen Fehling

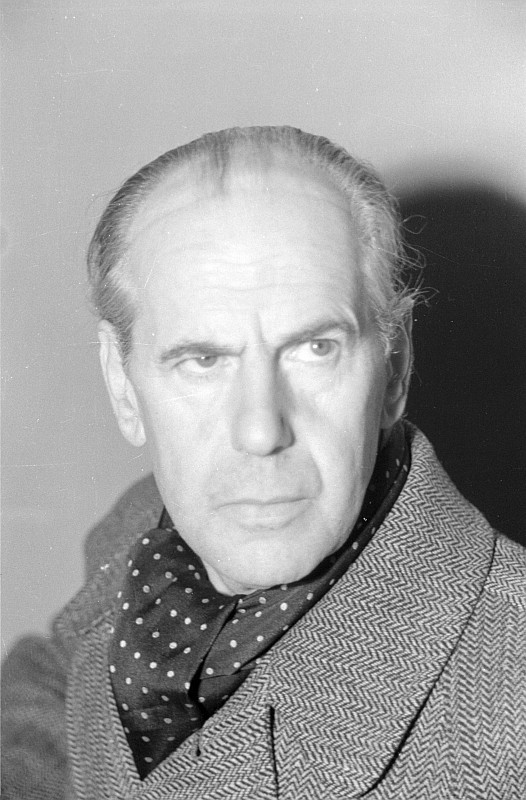
Jürgen Fehling

Jürgen Fehling (Lübeck, 1 maart 1885 - Hamburg, 14 juni 1968) was een Duits toneelregisseur.

## Leven
Jürgen Fehling was de zoon van de burgemeester Emil Ferdinand Fehling. Zijn grootvader langs moederskant was de dichter Emanuel Geibel.
Hij studeerde te Berlijn tussen 1903 en 1908 theologie en rechten. In 1909 volgde hij bij de acteurs Paul Wegener en Friedrich Kayßler les in toneel en hij speelde in 1910 in het theater aan de Nollendorfplatz.
Tijdens de Eerste Wereldoorlog speelde hij te Wenen. Hij keerde daarna terug en regisseerde in 1919 met zijn vrouw Lucie Mannheim in de hoofdrol het stuk Die Heirat van Nikolai Gogol. Intendant Leopold Jessner werf ze beiden aan voor de Staatliche Bühnen van Berlijn. Hij regisseerde honderd stukken tot het theater tijdens de Tweede Wereldoorlog moest sluiten wegens bombardementen in 1944.
Fehling stond op de lijst van door God begenadigde kunstenaars. In 1935 regisseerde hij "Thomas Paine" van Hanns Johst en voerde het op voor Hermann Göring en Joseph Goebbels.
Na de oorlog stichtte hij de Jürgen-Fehling-Theater-Gesellschaft en in oktober 1945 voerde hij in een bioscoop te Berlijn-Zehlendorf Faust van Johann Wolfgang von Goethe op. Met zijn nieuwe vrouw, de actrice Joana Maria Gorvin verhuisde hij naar München en later naar Hamburg.
Zijn laatste première was op 27 september 1952 in het Schillertheater te Berlijn: Maria Stuart van Friedrich Schiller met Gorvin in de titelrol en Elisabeth Flickenschildt als Elisabeth I. In 1956 kreeg hij de Schillerprijs van de stad Mannheim.
Jürgen Fehling werd depressief. Hij werd begraven op Friedhof Ohlsdorf te Hamburg naast Ida Ehre en Gustaf Gründgens.

## Oeuvre
- 1922 - Das Käthchen von Heilbronn van Heinrich von Kleist met Lucie Mannheim
- 1923 - Der arme Vetter van Ernst Barlach met Heinrich George
- 1926 - Drei Schwestern van Anton Tsjechov met Lucie Höflich
- 1928 - Clavigo von Goethe - met Lothar Müthel in de titelrol
- 1930 - Nora von Henrik Ibsen - met Lucie Mannheim
- 1932 - Wilhelm Tell van Friedrich Schiller - met Werner Krauß als Tell, Bernhard Minetti als Geßler
- 1935 - Der Revisor van Nikolai Gogol - met Bernhard Minetti als Chlestakow
- 1936 - Don Juan und Faust van Christian Dietrich Grabbe met Gustaf Gründgens als Don Juan, Käthe Dorsch als Donna Anna en Eugen Klöpfer als Faust
- 1937 - Richard III. van William Shakespeare met Werner Krauß als een op Joseph Goebbels gelijkende Richard III met klompvoet en Bernhard Minetti als Buckingham
- 1938 - Maria Magdalena van Friedrich Hebbel met Käthe Gold als Klara

- Bibliothèque nationale de France: cb119711700 (data)
- Gemeinsame Normdatei: 118799975
- International Standard Name Identifier: 0000 0000 3664 9013
- Library of Congress Control Number: n85128807
- Nationale Bibliotheek van Tsjechië: xx0201226
- Nederlandse Thesaurus van Auteursnamen: 142893382
- Istituto Centrale per il Catalogo Unico: LIGV032981
- Système universitaire de documentation: 027731499
- Virtual International Authority File: 67261850
- WorldCat: E39PBJt44xCDQ6FQBT8wWfbPQq